# NGC 5753
NGC 5753 este o liner situată în constelația Boarul. A fost descoperită în 16 mai 1787 de către Lawrence Parsons. Se află la o distanță de 130,8 de megaparseci de Pământ.